# Amagá
Amagá ist eine Gemeinde (Municipio) im Departamento Antioquia in Kolumbien.

## Geographie
Amagá liegt 36 km südwestlich von Medellín in der Subregion Suroeste in Antioquia auf einer Höhe von ungefähr 1400 m ü. NN und hat eine Durchschnittstemperatur von 21 °C. An die Gemeinde grenzen im Norden Angelópolis, im Osten Caldas, im Süden Fredonia und Venecia und im Westen Titiribí.

## Bevölkerung
Die Gemeinde Amagá hat 32.259 Einwohner, von denen 16.452 im städtischen Teil (cabecera municipal) der Gemeinde leben (Stand: 2022).

## Geschichte
Bei der Ankunft der Spanier war das Gebiet der heutigen Gemeinde bewohnt von den indigenen Völkern der Omogaes und Senufanaes. Die Region wurde ab dem 18. Jahrhundert von aus Medellín kommenden spanischstämmigen Siedlern besiedelt. Amagá selbst wurde 1788 zunächst unter dem Namen San Fernando de Borbón gegründet. Seit 1812 hatte Amagá den Status eines Distrikts und seit 1851 den eines Kantons. Die Entwicklung der Gemeinde wurde zu Beginn des 20. Jahrhunderts durch den Bau der Eisenbahn vorangetrieben.

## Wirtschaft
Das wichtigste Anbauprodukt von Amagá ist der Kaffee. Zudem ist die Region reich an fossilen Bodenschätzen wie Kohle und es wird viel Bergbau betrieben.

## Söhne und Töchter der Stadt
- Belisario Betancur (1923–2018), Politiker und kolumbianischer Präsident (1982–86)
- Mario Vanegas (* 1939), Radrennfahrer
- Jairo Salas (* 1984), Radrennfahrer